# Stephen W. Parsons
Stephen W. „Steve“ Parsons, auch bekannt unter dem Künstlernamen Mr. Snips (* 19. Juni 1951 in Großbritannien), ist ein britischer Komponist, Sänger und Musikproduzent.

## Leben
Unter dem Namen Snips war Steve Parsons Sänger der britischen Rockband Sharks, die von 1972 bis 1974 bestand. Anschließend war er Sänger der Baker Gurvitz Army, mit der er 1975 und 1976 zwei Alben aufnahm. Als Solokünstler brachte er zwei Alben auf den Markt, Video King (1979), die erste Produktion von Steve Lillywhite, sowie La Rocca! (1981), produziert von Chris Spedding (der Gitarrist bei den Sharks war) und u. a. mit Midge Ure als Begleitmusiker.
Danach war Parsons als Komponist für Fernsehserien und Spielfilme beidseits des Atlantik tätig. Seine Musik für über 300 Werbespots hat zahlreiche Preise gewonnen.
In den 1990ern nahmen Parsons und Spedding wieder ein Album unter dem Namen Sharks auf. 2011 brachten sie als King Mob das Album Force 9 heraus.

## Werke
Soloalben
- Video King (1979)
- La Rocca! (1981)

Filmmusiken (Auswahl)
- 1985: Das Tier II (Howling II)
- 1994: Funny Man
- 1997: 9½ Wochen in Paris (Another 9 1/2 Weeks)
- 2002: The Piano Player